# 須田瑛斗
須田 瑛斗（すだ えいと、2007年（平成19年）4月26日 - ）は、日本の子役である。テアトルアカデミー所属。

## 人物・略歴
2007年（平成19年）生まれで、2012年（平成24年）、5歳の時にドラマデビュー。
3人兄妹で、同事務所に所属している、琉雅と理央はそれぞれ兄妹。妹とはドラマ『人生がときめく片づけの魔法』で既に共演している。
更に『青春探偵ハルヤ〜大人の悪を許さない!〜 』では3人揃って兄弟役として共演している。
特技は水泳と剣道。
2014年6月現在、身長113cm・体重16kg・靴のサイズ19cm。
現在は小笠原諸島 父島に住んでいる。

## 出演

### 映画
- ワーキング・ホリデー（2012年）
- 妖怪人間ベム（2012年） - 上野達彦（幼少）役
- 俺はまだ本気出してないだけ（2013年） - シズ太 役
- シン・ゴジラ（2016年）[2]

### テレビドラマ
- 24時間テレビ35 愛は地球を救う「車イスで僕は空を飛ぶ」（2012年8月25日、日本テレビ） - 長谷部泰之（幼少）役
- 相棒 season11 第6話（2012年11月7日、テレビ朝日） - 大輝 役
- 毒〈ポイズン〉 第8話-第9話（2012年11月22日 - 29日、日本テレビ） - 甲斐翔太 役
- おとり捜査官 北見志穂（テレビ朝日）
- ラストホープ（2013年1月15日 - 3月26日、フジテレビ） - 波多野卓巳（6歳）役
- dinner 第3話（2013年1月27日、フジテレビ） - 小林健太 役
- 最高の離婚 第10話（2013年3月14日、フジテレビ） - 佐藤大輔 役
- ガリレオ 第1話（2013年4月15日、フジテレビ） - 宗教施設の子ども 役
- 配達されたい私たち（2013年5月12日 - 6月9日、WOWOW） - 澤野輝 役
- TAKE FIVE〜俺たちは愛を盗めるか〜（2013年4月19日 - 6月21日、TBS） - 火岡均（幼少）役
- ラスト♡シンデレラ 第4話（2013年5月2日、フジテレビ） - ユウヤ 役
- 白衣のなみだ 第三部「使命」（2013年6月3日 - 28日、東海テレビ） - 高橋直紀 役
- なるようになるさ。 第3話（2013年7月26日、TBS）
- 人生がときめく片づけの魔法（2013年9月27日、日本テレビ） - 有賀一馬 役
- 刑事のまなざし 第2話（2013年10月14日、TBS） - 松下友樹 役
- リーガルハイ 第6話（2013年11月13日、フジテレビ） - 嶋宗太 役
- Dr.DMAT 第1話（2014年1月16日、TBS） - 長井さんの子ども 役
- 慰謝料弁護士 第8話（2014年2月27日、日本テレビ） - 坂上空太 役
- 最高のおもてなし（2014年2月28日、日本テレビ） - 福井優斗 役
- 家族狩り（2014年7月 - 9月、TBS） - 冬島研司 役
- 白銀ジャック（2014年8月2日、テレビ朝日） - 入江達樹 役
- GTO 第6話（2014年8月12日、関西テレビ） - 柊壮 役
- SAKURA〜事件を聞く女〜 第2話（2014年10月27日、TBS） - 間山良平 役
- 警部補・杉山真太郎〜吉祥寺署事件ファイル（2015年1月12日 - 3月23日、TBS） - 杉山海人 役
- 水曜ミステリー9「犯罪科学分析室 電子の標的」（2015年5月13日、テレビ東京） - 重田悠斗 役
- 37.5℃の涙 第4話（2015年7月30日、TBS） - 北原翔馬 役
- 無痛～診える眼～（2015年10月7日 - 、フジテレビ） - 久留米大 役
- 青春探偵ハルヤ〜大人の悪を許さない!〜 第7話（2015年11月26日、読売テレビ） - 七瀬亮 役
- 最上の命医（2016年） - 三好久輔 役
- ヒガンバナ〜警視庁捜査七課〜 第3話（2016年1月27日、日本テレビ） - 本郷悠 役
- 月曜名作劇場「ミステリー作家・朝比奈耕作シリーズ 花咲村の惨劇」（2016年6月6日、TBS） - 花柳明 役
- この世にたやすい仕事はない（2017年） ‐ 潤布田昴 役

### CM
- 松下電器
- 三井住友信託銀行
- セガトイズ「アンパンマンミュージアム GOGOミニカー」
- セブンイレブン「おそうざい 篇」
- タカラトミー「カーズ ボイスコントロール マックウィーン」
- 三菱電機「霧ヶ峰」
- ライオン トップHYGIA 「脱ぐたびメッセージ 篇」（2012年）
- 龍角散「おくすり飲めたね」（2013年）
- ハウス食品 ごちそうチャウダー「いい日はチャウダー 篇」（2013年）
- パナソニック「Wonder始動 篇」（2014年）
- かんぽ生命 新ながいきくん 「紙芝居 篇」（2014年）

### スチール
- 彩邑「China＆Chico」
- キヤノン「プリンター」

### その他
- クッキンアイドル アイ!マイ!まいん!（2012年、NHK Eテレ）「エンジョイクッキン！」
- ベネッセ こどもちゃれんじ